# Friedrich Wilhelm Hupfer
Friedrich Wilhelm Hupfer (* 9. Juli 1820 in Gottesgrün; † 4. Juni 1908 ebenda) war ein deutscher Gutsbesitzer und Politiker.

## Leben
Hupfer war der Sohn des Gutsbesitzers Johann Friedrich Hupfer und dessen Ehefrau Eva Rosine geborene Peter. Sein Bruder Franz Ferdinand Hupfer wurde ebenfalls Abgeordneter. Er war evangelisch-lutherischer Konfession und heiratete am 2. April 1841 in Gottesgrün Henriette Feustel (* 2. Dezember 1817 in Gottesgrün; † 14. Februar 1883 ebenda), die Tochter des begüterten Einwohners Johann Georg Feustel.
Er lebte als Gutsbesitzer und fürstlicher Nacheinschätzungskommissar in Gottesgrün. Er war auch Gemeindevorsteher und Amtsrichter in Gottesgrün. Vom 13. Dezember 1897 bis zum 11. November 1902 war er Abgeordneter im Greizer Landtag. 1875 wurde er mit der Fürstlichen silbernen Ehrenmedaille "Für Treue und Verdienst" ausgezeichnet.